# Tricolia pullus
Tricolia pullus là một loài ốc biển nhỏ, là động vật thân mềm chân bụng sống ở biển thuộc họ Phasianellidae.

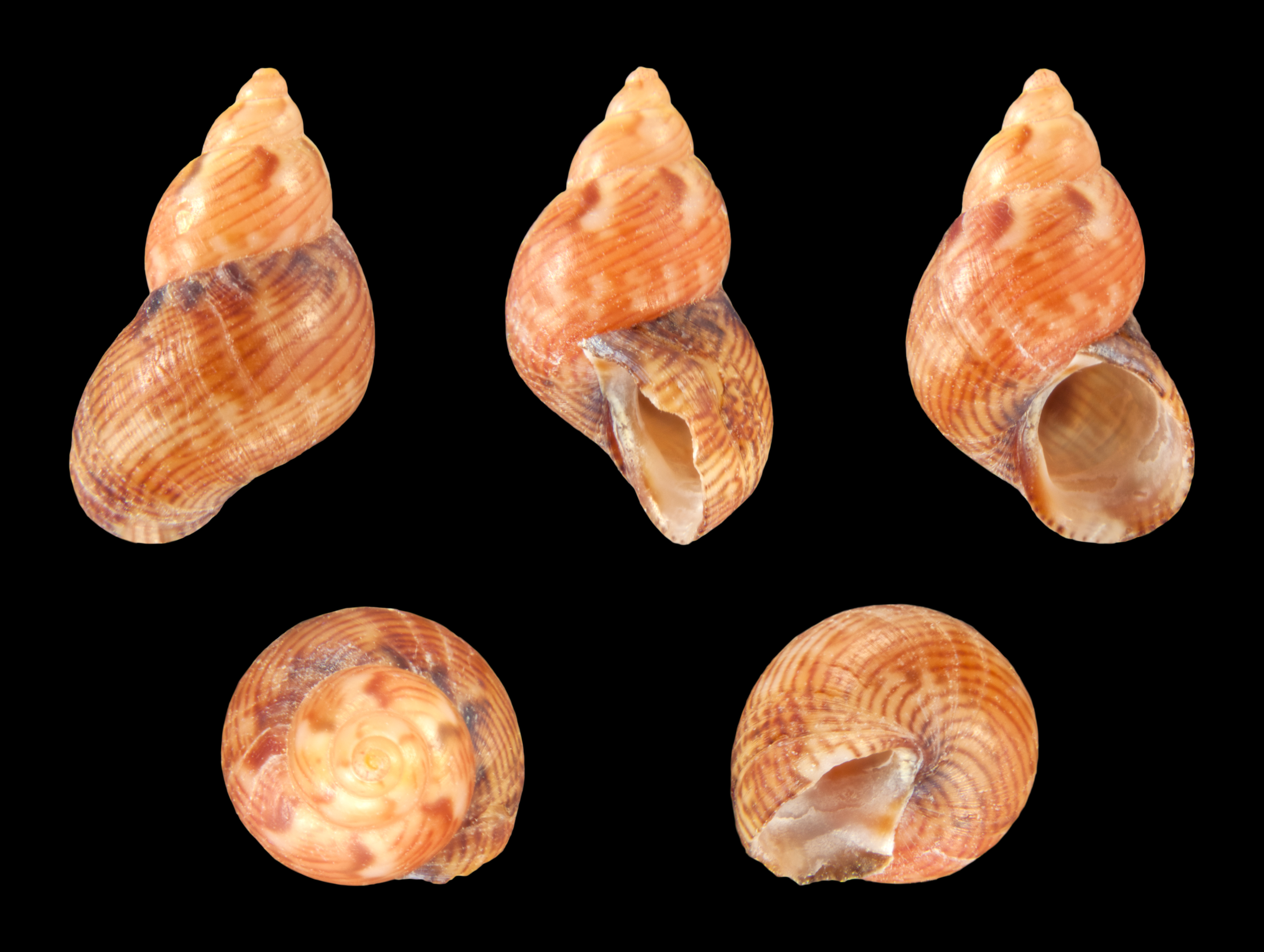
Tricolia pullus canarica
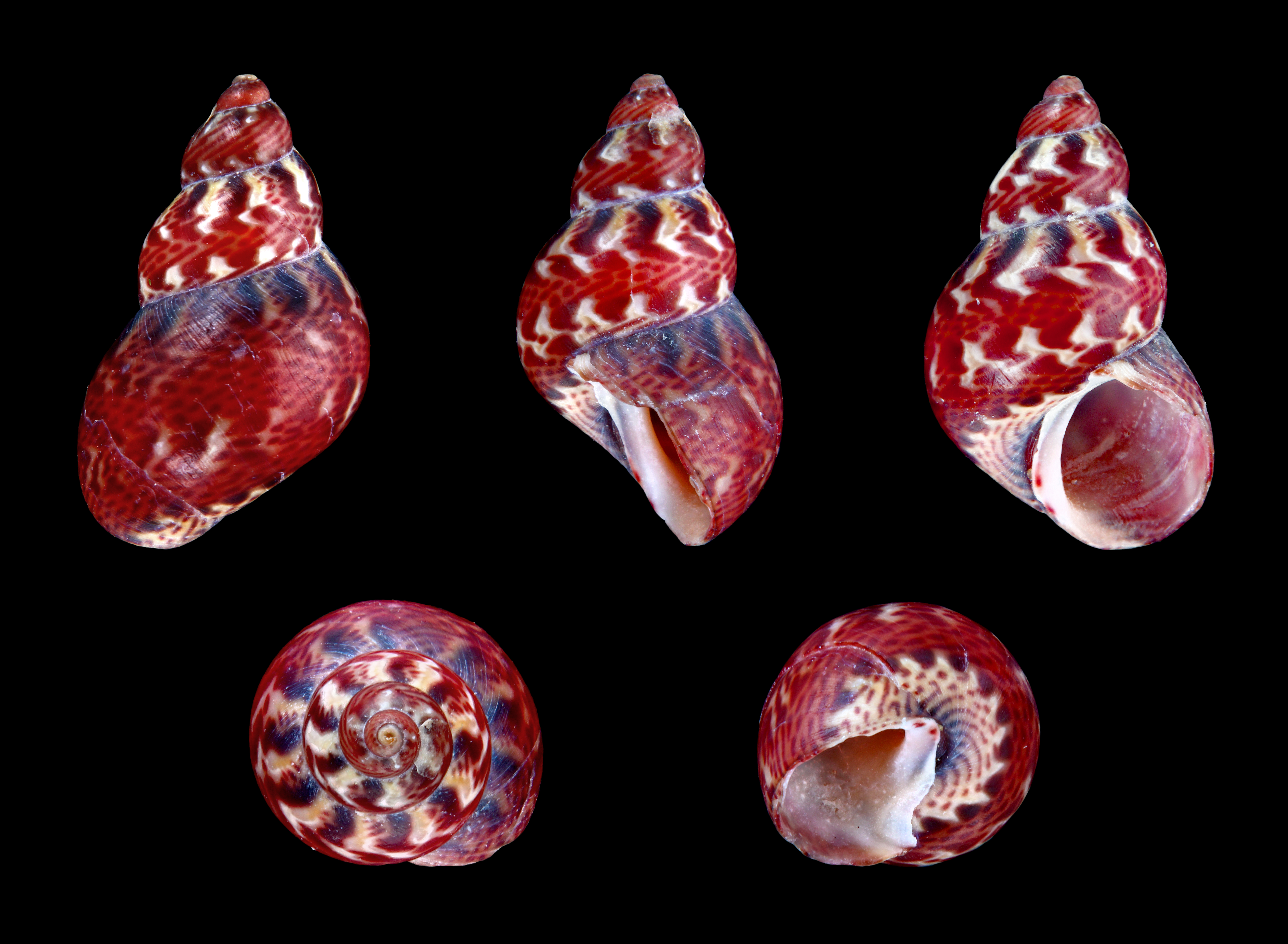
Tricolia pullus picta

## Hình ảnh

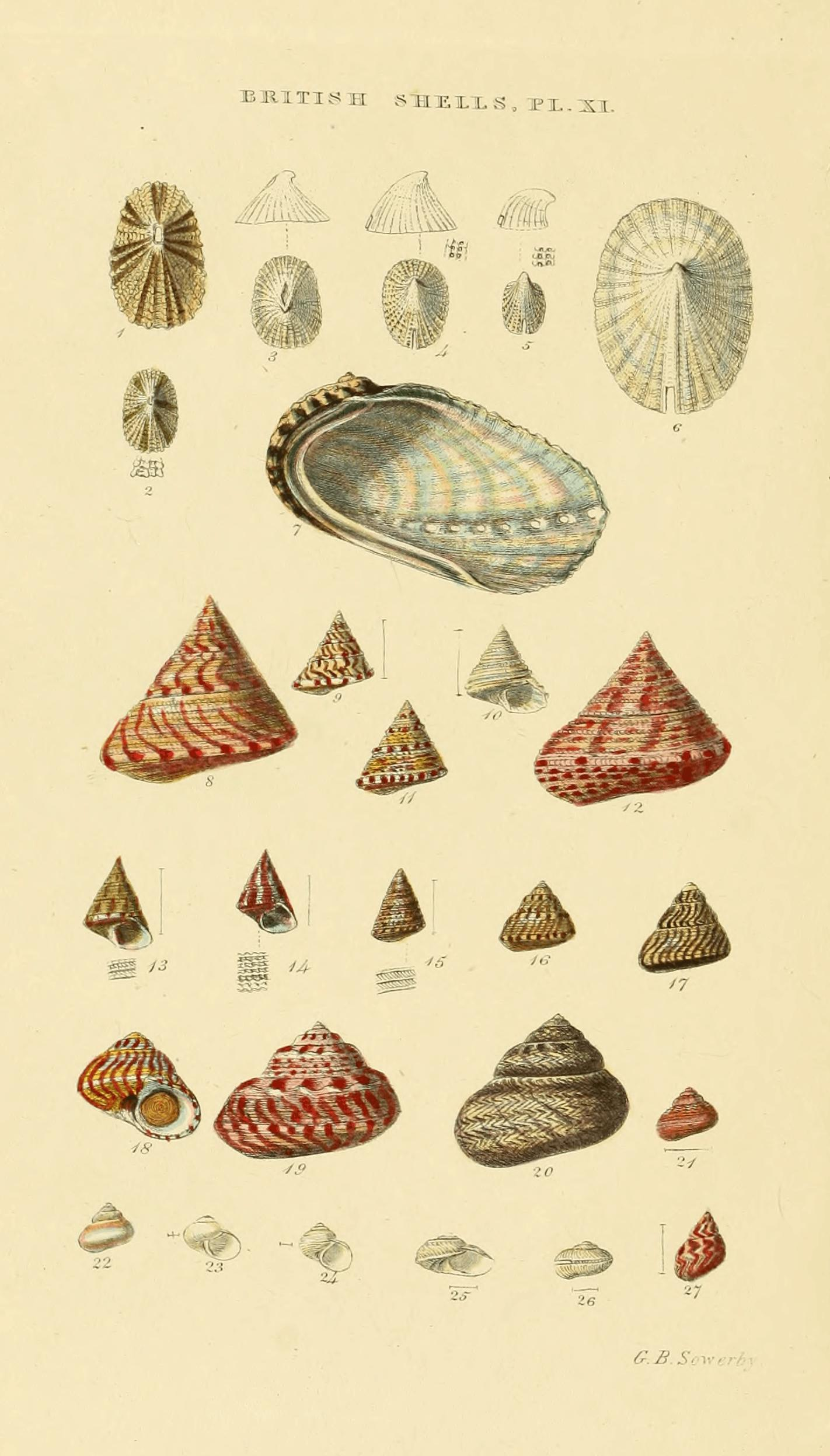
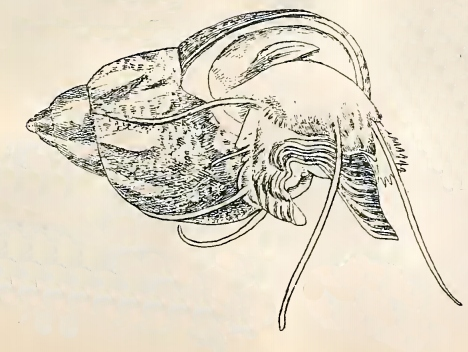
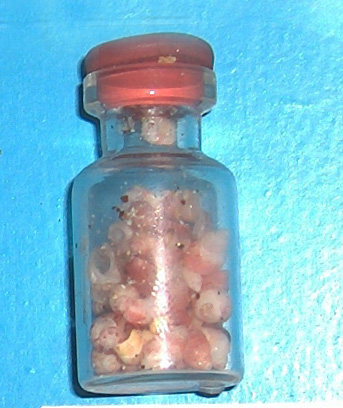